# Ваируа, Паскаль
Паска́ль Ваируа́ (фр. Pascal Vahirua; 9 марта 1966, Папеэте) — французский полинезиец, футболист, полузащитник.

## Карьера
Паскаль Ваируа начал выступать в молодёжных составах полинезийских клубов, в возрасте 16-ти лет он перебрался во Францию, где начал играть за молодёжь клуба «Осер», чей тренер Ги Ру начал медленно подводить талантливого игрока к основе команды. В 1985 году Ваируа выиграл кубок Гамбарделлы, являющийся национальным чемпионатом Франции среди молодёжных команд, а уже через год он стал привлекаться к играм в основном составе клуба, вместе с партнёром по молодёжной команды Эриком Кантоной. Ваируа быстро завоевал место в основе команды, а через несколько сезонов был вызван и в сборную Франции. «Осеру» в годы выступлений в нём Ваируа не хватало малого, для завоевания французского чемпионства — дважды (1991, 1994) он был третьим и три раза занял 4-е место (1987, в 1992, 1995), в апреле 1993 год его «Осер» достиг полуфинала кубка УЕФА, в котором проиграл по пенальти дортмундской «Боруссии». В 1994 году Ваируа выиграл свой первый трофей — кубок Франции. В 1995 году Ваируа потерял твёрдое место в основе команды, проведя лишь половину матчей «Осера» и по окончании сезона покинул клуб.
Ваируа перешёл в «Кан», вылетевший во второй французский дивизион. Однако уже через год «Кан» вышел в первую лигу, но затем клуб вновь вылетел во второй дивизион и во времена Ваируа уже не поднимался выше. В 1999 году Ваируа перешёл в [греческий «Атромитос», где провёл 2 сезона, затем играл за «Тур» и полулюбительский клуб «Стад Осеруа». А завершил Ваируа карьеру в дубле «Осера», параллельно с этим получая тренерское образование.
В сборной Франции Ваируа дебютировал 21 января 1990 года в матче против Кувейта, 25 марта 1992 года Ваируа забил свой первый и единственный гол в составе сборной в ворота Бельгии, и в том же году главный тренер сборной Мишель Платини взял игрока на чемпионат Европы, где Ваируа провёл две игры со Швецией и Данией, но только лишь по тайму в каждом матче. Всего в составе национальной команды Ваируа провёл 22 матча.

## Достижения
- Обладатель Кубка Франции (1): 1993/94